# Georg Kapsch (Manager)

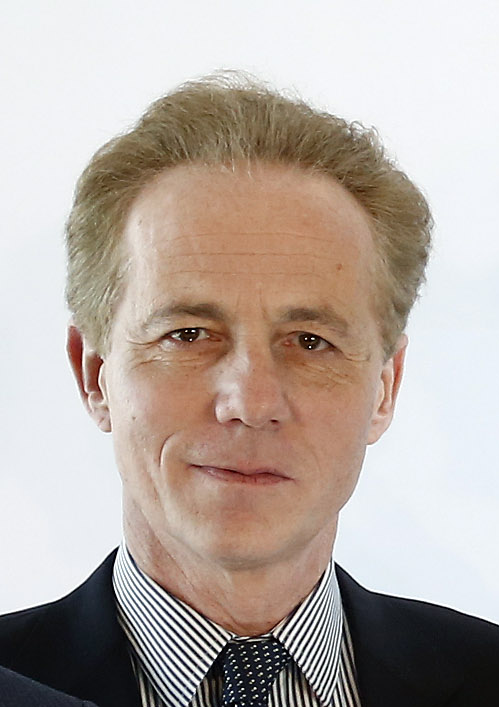
Georg Kapsch (2016)

Georg Kapsch (* 10. Juni 1959 in Wien) ist ein österreichischer Unternehmer. Er war von 2012 bis 2020 Präsident der österreichischen Industriellenvereinigung (IV).

## Leben
Nach der Matura 1977 studierte Georg Kapsch Betriebswirtschaftslehre an der Wirtschaftsuniversität Wien und graduierte 1981.
Seit Juli 1989 ist Georg Kapsch Mitglied des Vorstandes der Kapsch AG und seit Oktober 2001 deren CEO. Weiters ist er seit 2000 CEO der Kapsch Group Beteiligungs GmbH und wurde im Dezember 2002 zum Mitglied des Vorstands der Kapsch TrafficCom AG ernannt und ist seitdem auch deren CEO.
Im Juni 2012 wurde Georg Kapsch zum Präsidenten der IV gewählt. Im Juni 2016 wurde er für weitere vier Jahre wiedergewählt. Am 18. Juni 2020 wurde Georg Knill zu seinem Nachfolger als Präsident der IV gewählt. Erstmals in der Geschichte der IV kam es zu einer Kampfabstimmung, Gegenkandidaten waren Martin Ohneberg und Wolfgang Eder.
Ende März 2025 wurde bekanntgegeben, dass sein Sohn Samuel Kapsch am 1. April 2025 als fünfte Generation der Gründerfamilie an der Seite seines Vaters als Chief Operating Officer (COO) in den Vorstand der Kapsch TrafficCom einziehen soll.

## Politische Positionen
Im März 2019 sprach sich Kapsch dafür aus, arbeitsfreie Tage im Rahmen von Feiertagen in Österreich abzuschaffen bzw. durch individuelle Urlaubstage zu ersetzen. Die IV widersprach daraufhin ihrem Präsidenten und betonte, dass dies lediglich „seine ganz persönliche Meinung – und nicht die der Industriellenvereinigung“ sei und „ein generelles Feiertags-Aus … nicht zur Diskussion“ stehe. Auch von anderen politischen Akteuren wie ÖVP, FPÖ und SPÖ wurde dieser Vorschlag als „absurd“ und „realitätsfremd“ kritisiert.